# Cetelem
Cetelem  est l'acronyme pour Compagnie (C) pour le financement des équipements (et) électro-ménagers (elem) ; « Crédit moderne » en outre-mer) est une marque commerciale française de crédits à la consommation.
Elle appartient à BNP Paribas Personal Finance, elle-même filiale à 100 % de BNP Paribas.
BNP Paribas Personal Finance est, au sein du Groupe Bnp Paribas, le spécialiste des financements aux particuliers à travers ses activités de crédit à la consommation. BNP Personal Finance a également une activité de crédit immobilier dans un nombre limité de pays.
Avec près de 19 500 collaborateurs dans une trentaine de pays, BNP Paribas Personal Finance est le 1er acteur  en Europe du financement aux particuliers.

## Histoire
Le « Crédit à l'équipement électroménager », ancêtre de Cetelem, fut créé en 1953 par Jacques de Fouchier. Initialement, le Crédit à l'équipement électroménager a été lancée dans le but de financer des biens d'équipements ménagers après la Seconde Guerre mondiale. À l'époque, un réfrigérateur représentait plusieurs mois de salaire.
Cetelem fusionne fin 2007 avec l'UCB et devient « BNP Paribas Personal Finance ».
En 2014, BNP Paribas Personal Finance devient actionnaire à 100 % du Groupe LaSer dont il détenait 50 % depuis 2005.
Depuis juin 2015, Laurent David est Directeur Général de BNP Paribas Personal Finance.
En 2017 BNP Paribas Personal Finance a fait l’acquisition avec PSA des activités de financement automobile de GM en Europe (Opel Vauxhall) et a poursuivi son expansion en Scandinavie avec l’acquisition de 100 % de SevenDay Finans AB, spécialiste suédois du crédit à la consommation.

## Activités
Cetelem commercialise des prêts et crédits, ainsi que des produits d’épargne et d’assurance depuis 2011.

### Partenariats
En juin 2010, BNP Paribas Personal Finance et Commerzbank signent un accord[source insuffisante] pour vendre conjointement du crédit à la consommation en Allemagne. En juillet 2010, BNP Paribas et le groupe BPCE signent un partenariat d’alliance industrielle via leurs filiales de crédits spécialisés, BNP Paribas Personal Finance et Natixis Financement, pour la création d’une plate-forme industrielle commune.
En 2011, Cetelem signe un partenariat avec la banque russe Sberbank.  La même année, Sberbank cède à Cetelem Bank toute la gestion du crédit sur le lieu de vente, l’auto et la distribution.
En 2013, BNP Paribas Personal Finance signe des partenariats, notamment en Chine, où elle s’associe avec Geely, constructeur automobile, après avoir consolidé sa relation existante[précision nécessaire] avec Bank of Nanjing.
En 2024, un accord avec Apple permet à BNP Paribas Personal Finance de proposer en France, sous sa marque Cetelem, des solutions de financement pour les produits de l'entreprise américaine achetés dans ses boutiques en ligne comme physiques.

### La Fondation Cetelem
Cetelem a créé la Fondation Cetelem en 1992, sous l'égide de la Fondation de France. Fin 2010, Cetelem a changé l’objet de sa fondation, en lançant la Fondation Cetelem pour l’Éducation Budgétaire dont le but est de « former de façon préventive un public jeune ou en réinsertion à la gestion budgétaire ».

## Communication

### Identité visuelle
Depuis 2004, Cetelem est incarné par le bonhomme en gazon, Crédito. Avant que ce personnage devienne la mascotte officielle de Cetelem, 250 silhouettes ont été expérimentées[réf. souhaitée]. D’abord utilisé en France, il a ensuite été déployé à l'international[réf. souhaitée]. Depuis 2006, il est également associé à BNP Paribas Personal Finance dans le monde.

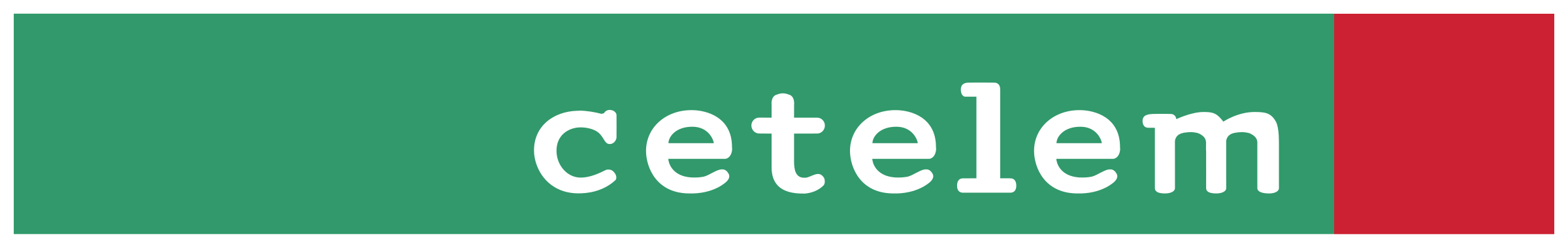
Logo Cetelem de 1987 à 2006.
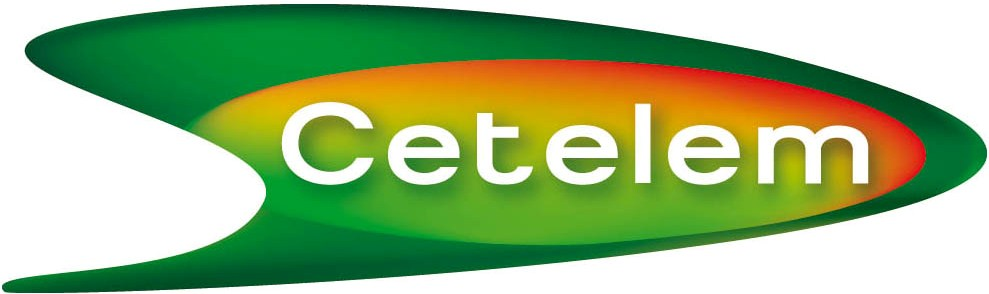
Logo de Cetelem de 2006 à 2008.
Logo de Cetelem de 2008 à 2019.
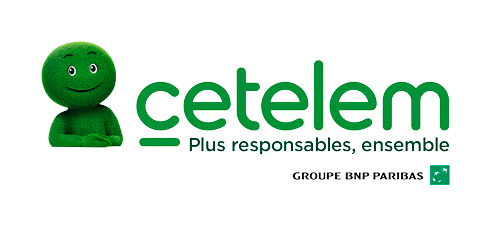
Logo depuis 2019.

### Slogans
- 1990-1995 : « Parce que c'est naturel d'évoluer »
- 1995-1999 : « Quand on vous rend la vie plus simple, ça vous change la vie »
- 1999-2000 : « Cetelem, votre crédit vous engage »
- 2000-2004 : « Cetelem, la vie n'attend pas »
- 2004-2008 : « Cetelem, vous donner confiance dans le crédit »
- 2008-2009 : « Cetelem, donnons de la vie à vos projets »
- 2009-2014 : « Cetelem, le crédit responsable »
- depuis 2014 : « Plus responsables, ensemble »

## Condamnation judiciaire
Le 26 février 2020, BNP Personal Finance, ancienne appellation de Cetelem, a été condamnée et reconnue coupable pour "pratique commerciale trompeuse" et recel de ce délit à une amende de 187 500 euros et au versement de dommages et intérêts.
La filiale du groupe BNP Paribas a en effet, participé à la création et à la distribution du produit Helvet Immo de 2008 à 2009, prêt immobilier indexé sur le franc suisse qui s'est révélé un prêt toxique pour les emprunteurs conduisant à une endettement exponentiel sans mise en garde ni indication du risque de change auprès des intermédiaires de vente ni des souscripteurs de la part du groupe bancaire. (Voir Article Affaire Helvet Immo).
Les estimations de remboursement des souscripteurs initiaux, 2 500 dans le cadre du seul jugement pénal, sont évalués à la date du jugement de 150 à 200 millions d'euros. En outre, le jugement est exécutoire, rendant obligatoire le versement des indemnisations même en cas d'appel du jugement.